# Emile Alglave
Emile Alglave (Valenciennes, 27 april 1842 - Parijs, 13 juli 1928) was een Frans jurist en hoogleraar aan de Universiteit van Rijsel en later aan de Universiteit van Parijs.

## Biografie

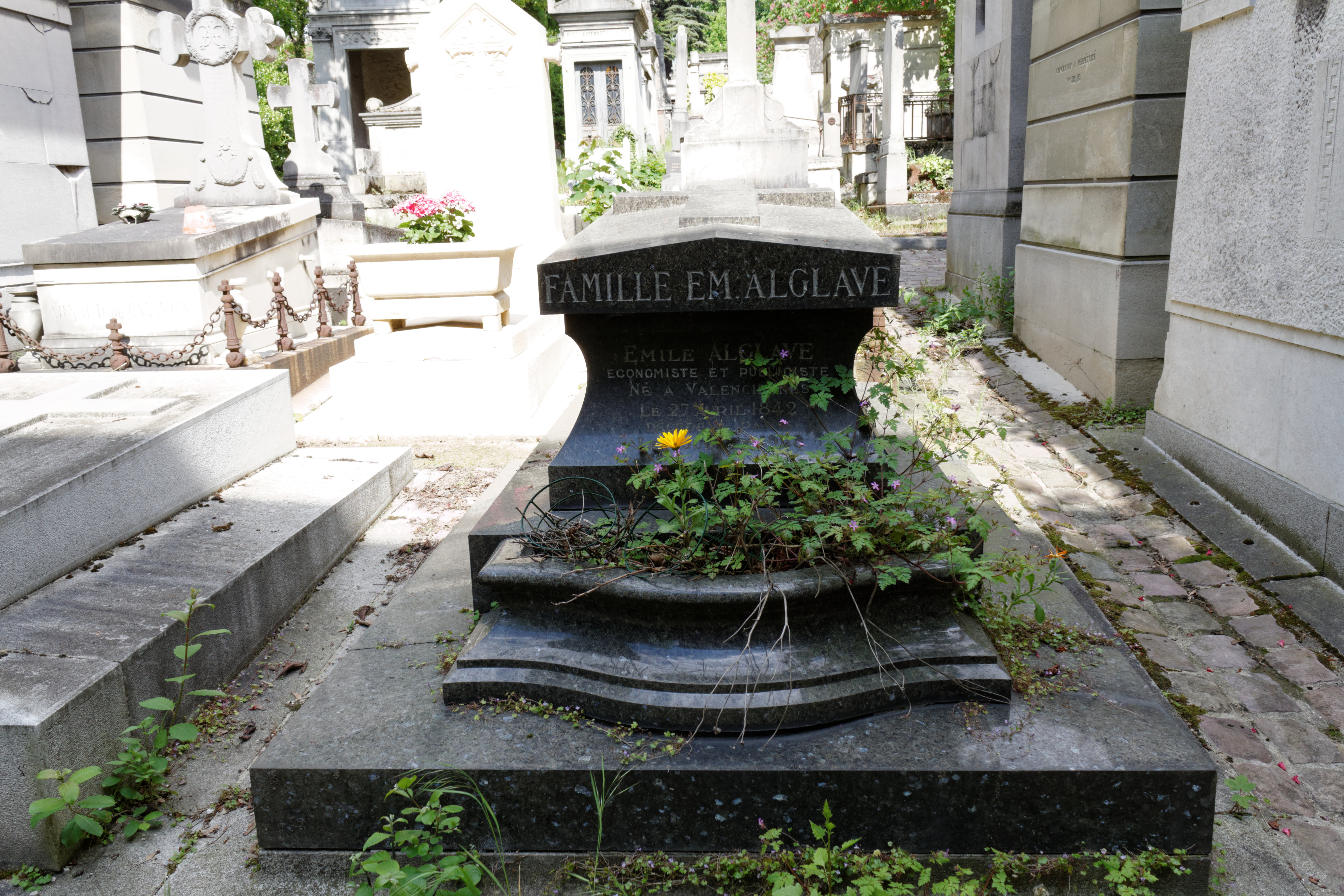
Graf van Emile Alglave in Parijs, Cimetière du Père-Lachaise.

Emile Alglave behaalde zijn diploma in de rechten in Parijs in 1863. In 1865 behaalde hij vervolgens een diploma in de paleografie aan de École nationale des Chartes. In 1868 werd hij doctor in de rechten. Van 1870 tot 1873 doceerde hij romeins recht aan de Universiteit van Rijsel. Van 1873 tot 1874 zou dit vak worden verruimd met de Franse rechtsgeschiedenis. Vanaf 1871 tot 1873 doceerde hij tevens bestuursrecht, waarna hij als docent voor dit vakdomein werd opgevolgd door René Garraud. Van 1873 tot 1874 doceerde hij aan de wetenschapsfaculteit in Rijsel politieke economie en handelsrecht. Nadat hij in 1874 kortstondig strafrecht zou doceren aan de Universiteit van Grenoble, werd hij in 1878 docent en vanaf 1885 hoogleraar financieel recht aan de Universiteit van Parijs, een functie die hij vervulde tot 1912.

## Werken
- (fr)  Des juridictions civiles chez les Romains jusqu'à l'établissement des judicia extraordinaria : Droit d'action du ministère public en matière civile dans l'intérêt de l'ordre public, Parijs, 1868, 665 p. (doctoraatsthesis).
- (fr)  De la jouissance des droits civils, Saint-Cloud, 1863, 68 p.
- (fr)  Le monopole facultatif de l'alcool comme moyen de suppression des impôts indirects et de l'impôt foncier, conférence faite à Bordeaux sous les auspices de la Société philomathique, Extrait du Journal des économistes, Parijs, 1886.
- (fr)  La personnalité de l'Etat en matière d'emprunt : le gouvernement portuguais et l'emprunt de 1832, Parijs, 1880, 36 p. (samen met Louis Renault).
- (fr)  Projet de loi tendant à réprimer l'alcoolisme, à réformer le mode de perception de l'impôt sur les alcools, Lille, 1891.
- (fr)  Syndicat des vins et spiritueux du département de la Somme, Conférence faite par M. Alglave, le 12 janvier 1897, en faveur du monopole de l'alcool, organisée par la Société industrielle d'Amiens, Amiens, 1897.
- (fr)  Le monopole de l'alcool, conférence faite par M. Alglave, le 12 mai 1897, Nantes, 1897.